# Cameltoe

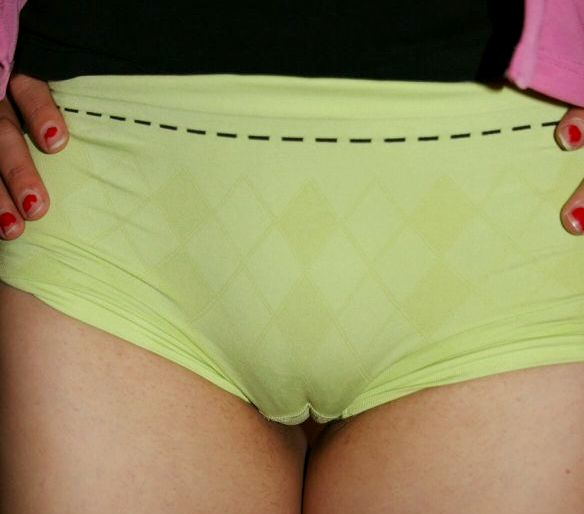
Ein Cameltoe

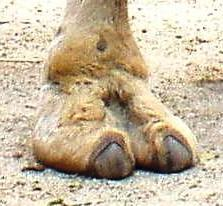
Zum Vergleich: Zehen eines Kamels

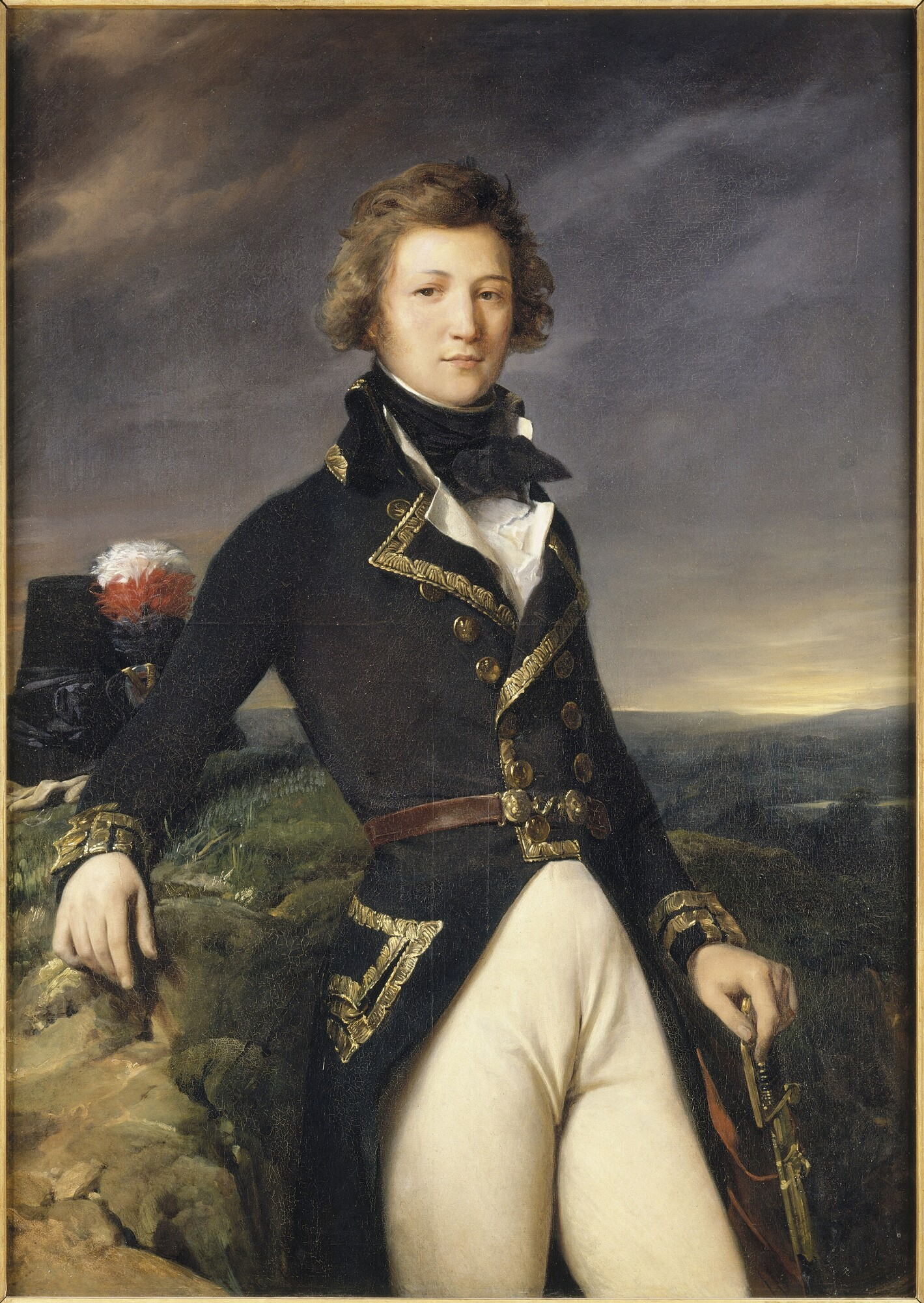
Louis-Philippe I. mit Verformung im Schritt gemalt von Léon Cogniet (1792)

Cameltoe oder auch Camel Toe (englisch wörtlich für „Kamelzehe“) bezeichnet in der Umgangssprache die Verformung der Kleidung im Schritt bei Damenhosen, die bei sehr eng oder leger getragener Kleidung auftreten kann und einem „W“ gleicht. Das männliche Analog wird gelegentlich auch als Mooseknuckle oder Moose Knuckle („Elchknöchel“) bezeichnet.

## Geschichte
Die umgangssprachlich als Cameltoe bezeichnete Verformung entsteht, wenn der Stoff der Kleidung zwischen die großen Schamlippen der Frau rutscht und die Konturen der Schamspalte sichtbar macht. Der Cameltoe-Effekt wird durch eng geschnittene Kleidungsstücke begünstigt, bei denen die Naht in der Mitte verläuft, wie Hot Pants, Jeans, Leggings sowie Slips und Schwimm- oder Sportbekleidung. Ebenso gibt es besondere Kleidung wie etwa Catsuits ohne Schrittfutter, die unter anderem von weiblichen Popinterpreten insbesondere in den 2000er Jahren getragen wurden.
Cameltoes gelten häufig als modischer Fauxpas und werden gelegentlich in Publikumsmagazinen und der Boulevardpresse thematisiert, sofern öffentlich von Prominenten gezeigt oder wenn zu einer Vermeidung beigetragen werden soll. Die vorwiegend weibliche US-Hip-Hop-Gruppe Fannypack widmete 2003 der Thematik einen Song unter dem Titel Cameltoe.
Mittlerweile wurde der Begriff auch außerhalb der Vereinigten Staaten in anderen Ländern bekannt und fand Einzug in deren Alltagssprache, unter anderem auch im deutschen Sprachraum.
Im Jahr 2005 wurde in dem Film The Weather Man von Gore Verbinski der Begriff Camel Toe in einem doppeldeutigen Sinne thematisiert.

## Unterwäsche
Sogenannte Cameltoe Guards – eine Art Slipeinlagen – werden angeboten, die ein Abzeichnen der Schamlippen durch die Kleidung verhindern sollen. Generell vermeidend ist auch ein bereits eingenähter Zwickel im Intimbereich der Wäsche.
Insbesondere im asiatischen Raum wird Unterwäsche mit eingenähten Silikonkissen in Form von Vulvanachbildungen vertrieben, die einen solchen Effekt nachbilden sollen und zunächst als Party Pants vermarktet wurden. Sie würden nach einem Bericht des Stern 2017 für eine „neue, offener gelebte Weiblichkeit“ stehen. Die Zeiten, in denen „Frauen sich für einen ungünstig durch die Kleidung gedrückten Schambereich schämen mussten“, seien vorbei, nachdem etwa Prominente, wie Miley Cyrus, ihre Femininität zeigten. Aus feministischer Sicht wurde die Zunahme von operativen Eingriffen wie der Schamlippenverkleinerung kritisiert.

## Deutungen
Sarah Pines interpretierte den Cameltoe in der NZZ als moderne Version des Mythos der Vagina dentata (bezahnte Scheide): „Der Camel-Toe zeigt, dass sich das Blatt gewendet hat, dass die Vagina dentata nicht mehr nur imaginäre, sondern reale männliche Angstphantasie geworden ist: Willst du enden wie Weinstein? Dann schau besser weg.“